# Veselin Petrović
Veselin Petrović (6 de setembro de 1929 — 8 de novembro de 1995) foi um ciclista sérvio.
Representou a Iugoslávia competindo na prova individual do ciclismo de estrada nos Jogos Olímpicos de Verão de 1956, disputada na cidade de Melbourne, Austrália e terminou em 26º.
Quatro anos depois, em Roma, Itália, Petrović competiu em 100 km contrarrelógio por equipes – defendendo as cores da Iugoslávia – ficando com a décima quinta colocação.